# Eleni Mandell

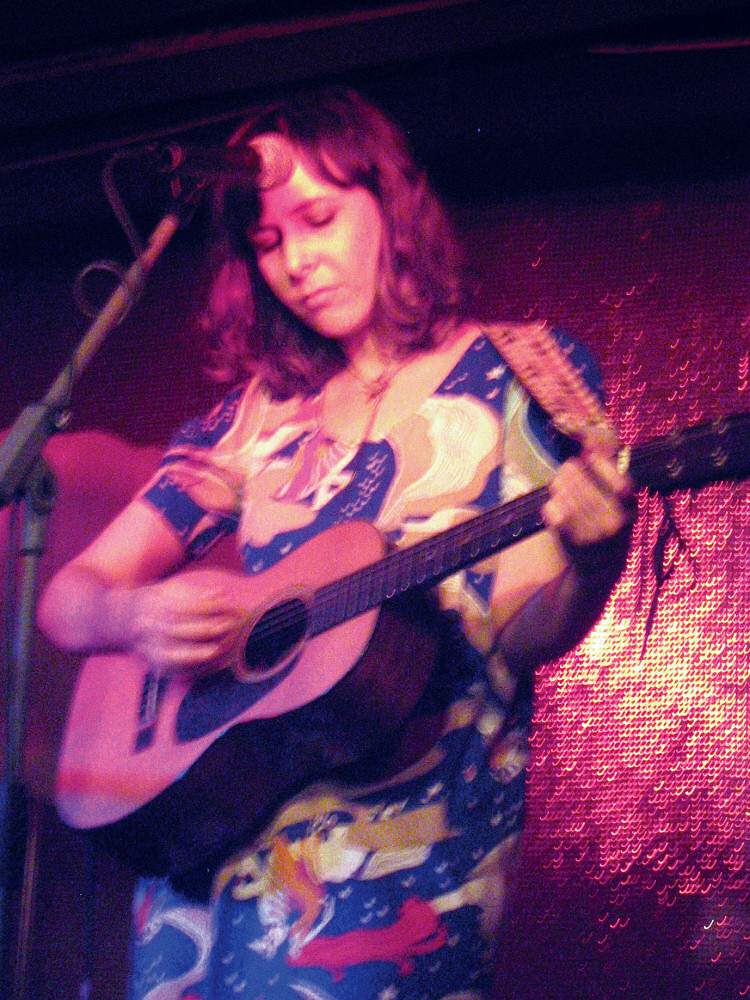
Eleni Mandell bei einem Auftritt

Eleni Mandell (* Oktober 1969 in Los Angeles) ist eine US-amerikanische Singer-Songwriterin aus Kalifornien. Zudem ist sie Mitglied in der Indie Folk Gruppe The Living Sisters – zusammen mit Becky Stark (Lavender Diamond) und Inara George (The Bird and the Bee). Zu ihren weiteren künstlerischen Interessen gehören Malerei, Theater und Literatur.

## Einflüsse & Stil
Ihre Musik wird als Alternative-Pop, Folkmusik und, wenn auch selten, als Country-Musik kategorisiert. Ihr musikalisches Vorbild war lange Zeit Tom Waits mit seiner sperrigen, rauen Art, die auch die älteren Platten Mandells aufweisen. In Miracle of Five sind auch Einflüsse Harry Nilssons erkennbar, den sie als weiteres Vorbild angibt. Dennoch sei dies das erste Album, das sich nicht „an bestimmten Fixpunkten der Musikhistorie“ orientiere. Für das nachfolgende Album Artificial Fire führte sie eine kleine Kurskorrektur dahingehend durch, dass die Platte mehr Freude versprühte und einen stärkeren Anteil elektrisch verstärkter Musik hatte.
Drei Jahre später hielt die dpa fest, dass traditionelle Country-Musik weiter die Basis für viele ihrer Songs liefere, „ihr rückwärts gewandter Blick“ aber auch beim „Teenage RocknRoll, dem Pop, Swing, Jazz und sogar Gospel“ haften bliebe.
Als die Zeitschrift Musikexpress zur 700. Ausgabe im März 2014 die „700 besten Songs aller Zeiten“ zusammengetragen hat, gehörte Mandell wie u. a. Lana Del Rey, Marteria und Thees Uhlmann zur prominent besetzten Expertenjury aus Musikern. Zu ihrer persönlichen Top 10 gehörten dabei The Beach Boys und The Rolling Stones mit je zwei Songs sowie u. a. Bob Dylan, Tom Waits und David Bowie.

## Karriere
Die Kosten für die Produktion ihres Debütalbums Wishbone musste sie selbst tragen, da sie zu Beginn ihrer Karriere auf keine finanzierungswillige Plattenfirma stieß. Die Zeitschrift The New Yorker bezeichnete sie gar als „vielleicht die beste Künstlerin der Musikindustrie ohne Plattenvertrag“ (englisch perhaps the best unsigned artist in the business). Tatsächlich dauerte es bis 2012, bis mit I Can See the Future über Yep Roc Records – wo u. a. auch die Alternative-Country-Band The Sadies, The Minus 5 von Peter Buck und die Psychobilly/Rockabilly-Band The Reverend Horton Heat veröffentlicht hatten – erstmals ein Album über eine reguläre Plattenformat erschien. Zuvor gelang es ihr schon, in ihrer Heimatstadt Los Angeles von den großen örtlichen Tageszeichnungen Auszeichnungen als „Best Local Singer/Songwriter“ zu gewinnen.
Trotz ihres Status als Independent-Sängerin wurde 2005 einer ihrer Songs, genauer: die von ihr eingespielte Coverversion „I Love Paris“ von Cole Porter, von der vorwiegend an der Westküste der Vereinigten Staaten angesiedelten Schnellrestaurantkette Carl’s Jr. für einen Werbespot verwendet. Eine besondere Aufmerksamkeit erhielt die Werbekampagne dadurch, dass Paris Hilton auf eine sehr freizügige Art in Szene gesetzt wurde.
Ihr 2007er-Album Miracle of Five stellte sie u. a. Tourneen an der Westküste der Vereinigten Staaten und in Europa vor. Im Jahr 2007 erschien auch das auf 1.000 handnummerierte Exemplare limitierte Livealbum Voxhall And Wuk, das sechs Aufnahmen von einem Konzert in der WUK in Wien (Österreich) und neun Aufnahmen aus der Voxhall in Aarhus (Dänemark) enthält. Aufgrund der Finanzkrise ab 2007 verspürte sie auch Auswirkungen auf ihre Musik bzw. auf ihre Live-Auftritte: Tourneen mit ihrer Band seien vom Budget nicht mehr zu tragen und es sei „irgendwie schockierend“ (englisch It’s kind of shocking in a way), wie stark der Anteil an CD-Käufern auf Konzerten binnen drei Jahren bzw. zwischen zwei Alben zurückgegangen sei.
Das Album I Can See the Future, das im Juli 2012 herauskam, wurde von Joe Chiccarelli (The Shins, The Strokes, White Stripes) produziert. Die  Pedal Steel-Gitarre von Greg Leisz gestaltete den Sound von Desert Song, Saxophonist Steve Berlin (Los Lobos) ist auf Who You Gonna Dance With dabei, Benji Hughes macht den Lee Hazlewood zu Elenis Nancy Sinatra auf Never Have To Fall In Love Again. Nathaniel Walcott (Bright Eyes) bringt das Flügelhorn ein auf Magic Summertime und I’m Lucky. Auf einer Europatournee im Januar 2013 gab Mandell Konzerte in Hamburg, München und Frankfurt am Main. Die dpa bezeichnete sie in der Einleitung einer Vorabmeldung mit den Tourdaten als „immer noch ein Geheimtipp, diese von der Kritik hoch gelobte Eleni Mandell aus Los Angeles“.
Zwei Wochen vor der Veröffentlichung ihres zehnten Studioalbums Dark Lights Up am 24. Juli 2015 veröffentlichte die Zeitschrift Rolling Stone exklusiv das Video zum Song „Someone To Love Like You“.

## Rezeption
Für ihr Debütalbum wurde mit Blick auf die textliche Herangehensweise PJ Harvey als Referenz herangezogen, für das Zweitwerk Thrill wurde ihre Stimme als Kreuzung aus Fiona Apple und Gwen Stefani bezeichnet.
Bei einer Rezension im Rahmen der täglichen Serie „Song of the Day“ für NPR, die Wahl fiel auf „It Wasn't the Time (It Was the Color)“ vom 2009er-Album Artificial Fire fiel es dem Rezensenten Marc Hirsh schwer, sich konkret für eine von Eleni Mandells Stärken zu entscheiden. Es sei vielleicht ihre breite musikalische Palette, die um einen Fixpunkt kreist, aber mit jedem neuen Album einen anderen Blickwinkel eröffne. Es könne aber auch ihre Stimme sein, die gleichzeitig cool sei und eine warme Note aufweise. Es könnten aber auch ihre Texte sein, die gleichzeitig von einem auf Details achtenden Auge der Poetin profitierten, ohne in die Falle der überdetaillierten Beschreibung zu geraten. Was auch immer es genau sei, es treffe auf „It Wasn't the Time (It Was the Color)“ zu. Schon zwei Jahre zuvor äußerte sich Hirsh in der gleichen Kolumne auf eine ähnliche Art.
In der Vorabmeldung zur 2013er-Tournee in Deutschland fasste die dpa zusammen, dass Mandell „feinfühlige, warmherzige, romantische und elegante Lieder voll betörender Melancholie“ singe.
Für das zehnte Studioalbum Dark Lights Up (2015) notierte die Musikzeitschrift Rolling Stone kompakt:

„Die kalifornische Singer-Songwriterin widmet sich darin einmal mehr der flirrenden Mischung aus Folk, Jazz und Standards, ohne dass es auch nur eine Sekunde angestrengt klingen würde. Zu den oftmals intimen Songskizzen gesellt sich manchmal ein geradezu ansteckender Humor.“

## Privatleben
Eleni Mandell ist Mutter von Zwillingen.

## Diskografie

### Alben
- 1998: Wishbone (Mr. Charles Records)
- 2000: Thrill (Zedtone Records)
- 2002: Snakebite (Space Baby Records)
- 2003: Country for True Lovers (Zedtone Records)
- 2004: Afternoon (Zedtone Records)
- 2007: Miracle of Five (Zedtone Records)
- 2009: Artificial Fire (Zedtone Records)
- 2012: I Can See the Future (Yep Roc Records)
- 2014: Let's Fly a Kite (Make my Day)
- 2015: Dark Lights Up (Yep Roc Records)
- 2019: Wake Up Again (Yep Roc Records)
- 2020: Live at Yep Roc 15 (Yep Roc Records)

### Singles und EPs
- 2001: Turn on the Lights (7"-Single, Heart of a Champion Records)
- 2003: Eleni Mandell / Mike Gunther (Split mit Mike Gunther, 7"-EP, Heart of a Champion Records)
- 2004: Maybe, Yes (EP, Heart of a Champion Records)
- 2007: Dis-Moi Au Revoir Encore (7"-Single, Bonsound Records)
- 2007: Girls (Single, V2)

### Sonstige
- 2007: Voxhall And Wuk (Livealbum, Mr. Charles Records)
- 2015: Sawyer Sessions (Kompilation mit dem Stück Maybe Yes, Yep Roc Records)